# 鹿児島県根占自転車競技場

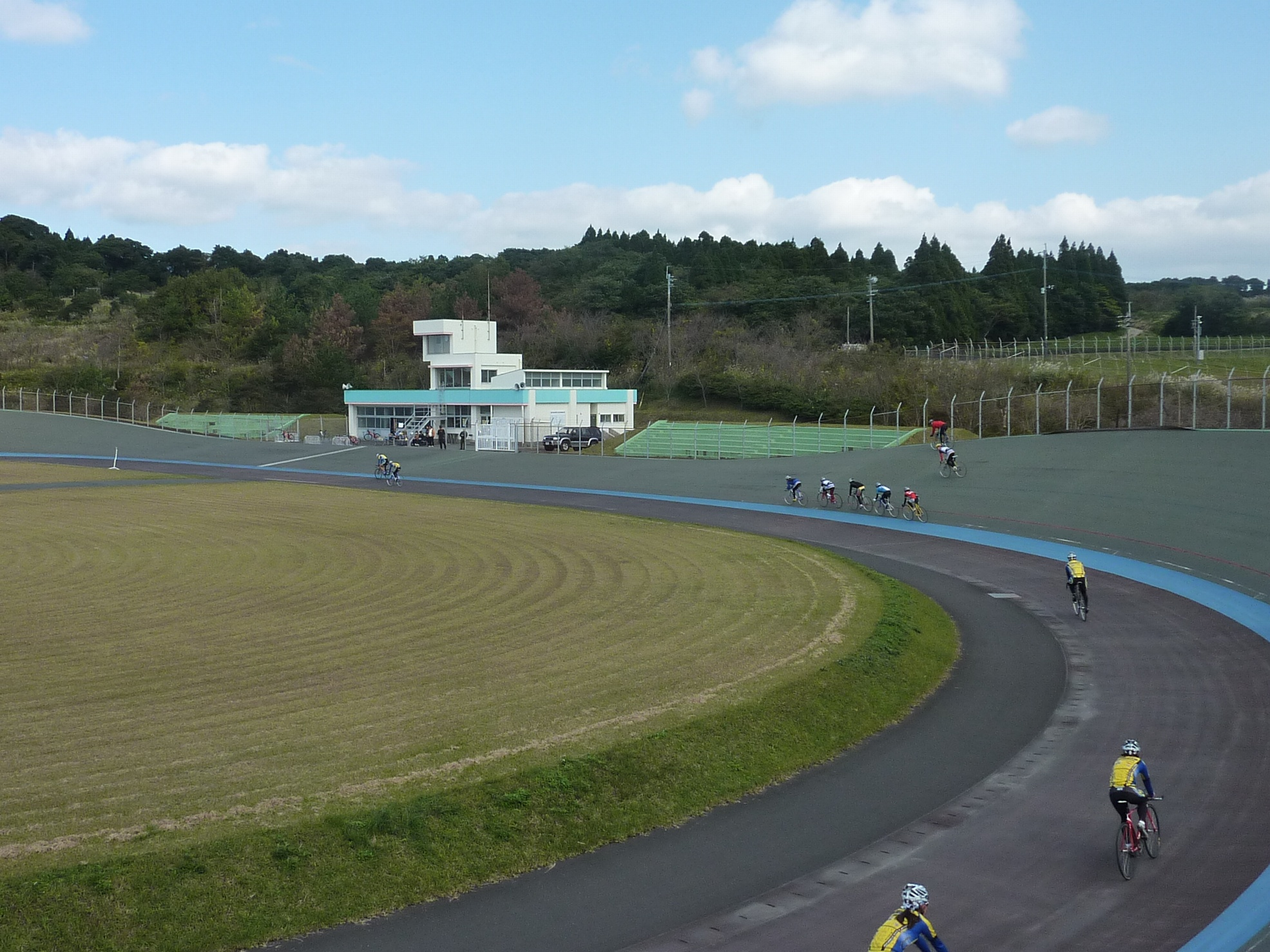
2011年時点（改修前）の施設

鹿児島県根占自転車競技場（かごしまけん ねじめ じてんしゃきょうぎじょう）は、鹿児島県肝属郡南大隅町根占川南6240に所在する自転車競技場。旧根占町に所在したことにちなんだ通称である、根占自転車競技場という表記もよく使用される。
1982年に開場。同年、全国高等学校総合体育大会自転車競技大会のトラックレース会場となった。なお、1972年の太陽国体（鹿児島国体）は、熊本競輪場でトラックレースが行われた。
トラックは1周400mであったが、2020年に開催が予定されていたかごしま国体に向けて改修を行い、1周333mに変更された。かごしま国体は新型コロナウイルスの感染拡大のため中止・延期され、2023年に特別国民体育大会として開催された。